# Parlementair systeem

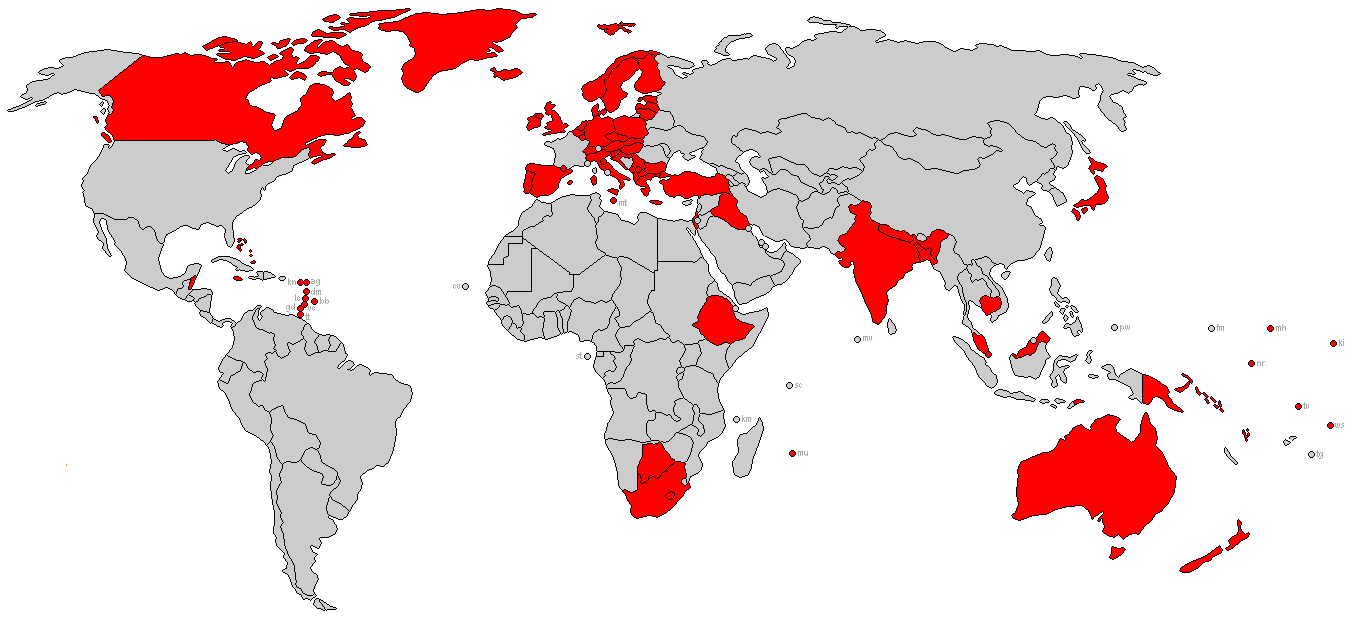
Landen die een parlementair systeem handhaven zijn rood</font color> gekleurd.

Een parlementair systeem of parlementair stelsel is een regeringsvorm waarbij de uitvoerende macht verantwoording schuldig is aan het parlement. Het parlement kan een regering installeren, controleren en, indien nodig, ten val brengen. Het parlementaire systeem wordt onderscheiden van het presidentieel systeem, waar de uitvoerende macht onafhankelijk van het parlement functioneert.

## Parlementarisme
Binnen een parlementair systeem betekent negatief parlementarisme dat een regering kan aantreden tenzij er expliciet een meerderheid tegen is (wat vaak leidt tot blokpolitiek en minderheidskabinetten), terwijl positief parlementarisme vereist dat een nieuwe regering actief door een parlementaire meerderheid wordt gesteund (wat vaak leidt tot centrumpolitiek en meerderheidskabinetten).

## Staatsvormen
Landen met een parlementarisme kunnen zowel een constitutionele monarchie als een republiek zijn, men spreekt dan ook wel van een parlementaire monarchie en een parlementaire republiek. Onder het parlementaire systeem ontleent de uitvoerende macht (de regering) haar mandaat aan het vertrouwen van het parlement. Meestal bestaat er een volledige scheiding tussen het staatshoofd (president of monarch) en de regeringsleider (premier), die verantwoording aflegt aan het parlement.
In een land met een parlementair systeem wordt de regeringsleider in het algemeen niet direct door het volk verkozen, wat hem immers een direct mandaat en dus meer macht zou opleveren. In landen waar dat wel gebeurt, zoals de Verenigde Staten, heeft men een presidentieel systeem. Wanneer aspecten van het parlementair en het presidentieel systeem worden gecombineerd, spreekt men van een semi-presidentieel systeem. In landen met een presidentieel systeem is de scheiding der machten vaak sterker dan in landen met een parlementair systeem: de president is er geen verantwoording schuldig aan de wetgevende macht, terwijl andersom de president de wetgevende macht niet kan ontbinden.

## Nederland en België
Nederland en België hebben op nationaal en gewestelijk niveau een parlementair systeem. Een van de belangrijkste gebeurtenissen in de vorming van het Nederlandse parlementaire systeem was de Luxemburgse kwestie. Op het niveau van de Nederlandse Provinciale Staten en gemeenteraden heerst een minder parlementair systeem. Weliswaar kunnen staten of raden het vertrouwen opzeggen in respectievelijk de gedeputeerde staten en college van B en W, maar de mogelijkheid van deze organen om ontbinding van staten of raad aan te vragen ontbreekt.